# Hradec nad Svitavou
Hradec nad Svitavou är en ort i Tjeckien.   Den ligger i regionen Pardubice, i den östra delen av landet, 150 km öster om huvudstaden Prag. Hradec nad Svitavou ligger 423 meter över havet och antalet invånare är 1 584.
Terrängen runt Hradec nad Svitavou är platt åt nordost, men åt sydväst är den kuperad. Hradec nad Svitavou ligger nere i en dal som går i nord-sydlig riktning. Runt Hradec nad Svitavou är det ganska tätbefolkat, med 54 invånare per kvadratkilometer. Närmaste större samhälle är Svitavy, 5,0 km norr om Hradec nad Svitavou. I omgivningarna runt Hradec nad Svitavou växer i huvudsak blandskog.